# NGC 7651
NGC 7651 ist ein interagierendes Galaxienpaar im Sternbild Pegasus nördlich des Himmelsäquators. Es ist schätzungsweise 590 Millionen Lichtjahre von der Milchstraße entfernt.
Das Objekt wurde am 1. September 1886 vom US-amerikanischen Astronomen Lewis Swift entdeckt.